# Université adventiste de Washington
L’université adventiste de Washington (en anglais : Washington Adventist University ou WAU) est un centre universitaire adventiste, à Takoma Park dans le  Maryland.

## Campus

### Histoire
En 1904, l’école démarra sous le nom Washington Training College.  En 1961, il devint le " collège de l’Union Columbia ". Depuis 2009, c’est une université,.

### Organisation
L’université adventiste de Washington est située près des rives de Sligo Creek (une branche de la rivière Anacostia qui se jette dans le Potomac) à Takoma Park, dans la banlieue nord de Washington. Elle est aisément accessible par l'autoroute, le bus, le train (Union Station), le métro de Washington (Takoma) et des aéroports de la région : l'aéroport national Ronald Reagan, Washington-Dulles ou Baltimore-Washington.    
Le campus est adjoint à l’hôpital adventiste de Washington. C’est l’une des universités les plus diverses ethniquement des États-Unis avec des étudiants en provenance de 40 États et d’une cinquantaine de pays. Elle publie un journal, le Columbia Journal, et dispose d’une radio, WGTS, qui diffuse de la musique chrétienne contemporaine. Les services religieux se déroulent dans la fameuse église de Sligo Church. WAU est connue pour son excellente formation musicale. Des groupes musicaux se produisent régulièrement au Carnegie Hall et dans d'autres salles de concert nationales et internationales.
WAU décerne des baccalaureate degrees (licences) en biologie, chimie, éducation, anglais, ingénierie, assistance sociale, histoire, journalisme, production documentaire, mathématiques, musique, philosophie et religion, sciences politiques, psychologie, communication publique, théologie, comptabilité, biochimie, commerce, informatique, administration sanitaire, infirmerie, management, éducation physique, counseling, et soins respiratoires. Elle décerne des masters en Business Administration, administration publique, infirmerie, religion, et psychologie.

#### Controverse et restructuration
WAU faillit accepter une offre de 20 millions de dollars pour la vente de sa station de radio, WGTS 91.9FM, à American Public Media, et plus de 25 millions de dollars d'un autre acheteur potentiel. L’université souhaitait régler sa dette de cinq millions de dollars et construire un nouveau bâtiment. Mais en septembre 2007, la campagne des auditeurs de WGTS conduisit le conseil d’administration de l'université à voter contre ces offres,.
En 2008, Dr Weymouth Spence, le président de l’université, annonça un plan de restructuration pour régler la dette et revitaliser l’institution, incluant des suppressions de postes et un gel des salaires. Le plan ne fut pas appliqué en raison d'une augmentation du nombre d'étudiants de 30 % entre 2008 et 2010. Pour renforcer sa position et favoriser son développement, WAU poursuit actuellement des négociations visant à intégrer le campus du Collège de l'Union atlantique,.